# San Antonio Tepetlapa
San Antonio Tepetlapa là một đô thị thuộc bang Oaxaca, México. Năm 2005, dân số của đô thị này là 3873 người.